# Haydé Ardalan
Haydé Ardalan, née le 16 novembre 1956 à Cologne, est une auteure de littérature pour la jeunesse, illustratrice et peintre irano-suisse. Elle a inventé le personnage de Milton, un chat citadin noir et blanc.

## Biographie
Haydé Ardalan naît le 16 novembre 1956 à Cologne, en Allemagne. 
Fille d'un diplomate iranien et d'une artiste francophone,, elle passe son enfance dans de nombreux pays (Pakistan, Irak, Japon, Bahreïn). Sa première langue est l'anglais. 
Elle arrive en Suisse en 1977 et vit d'abord à Sion, dans le canton du Valais, puis à Lausanne à partir de 1978. Elle y suit des études artistiques et obtient un diplôme à l'école d'art visuel de Lausanne , section graphisme. Elle travaille quelques années chez Werner Jeker, puis se met à son compte en 1989. 
Haydé Ardalan travaille pendant dix ans avec le magazine L'Hebdo comme illustratrice des chroniques gastronomiques. Depuis 1997, elle est la créatrice de la collection « Milton » à La Joie de lire, dont le premier album a gagné le prix « Les plus beaux livres suisses ». Milton, son personnage fétiche qu'elle a ainsi nommé en hommage au graphiste Milton Glaser, est un chat facétieux.
Dans son atelier de Lausanne, Haydé crée les affiches du « petit théâtre » et collabore régulièrement à des projets de la Municipalité qui concernent l'enfance et la santé publique. Elle travaille essentiellement dans les domaines de l'illustration et de la peinture.
Haydé utilise la technique de l'encre de chine et le feutre. Elle se sert des cadrages de la bande dessinée et ses albums ont pour ressort l'humour.
Elle est couple avec le designer Antoine Cahen depuis le début des années 1990, après avoir été mariée à un anglophone.